# Anthony Carmona
Anthony Carmona (Palo Seco, Trinidad y Tobago, Indias Occidentales Británicas, 7 de marzo de 1953) fue el quinto presidente de Trinidad y Tobago. Previamente fue juez del Tribunal superior de la Corte Suprema de Trinidad y Tobago y sirvió como Juez de la Corte Penal Internacional.

## Primeros años de vida y educación
Carmona nació en Palo Seco, al sur de la isla de Trinidad, el mayor de seis hijos de Dennis Stephen Carmona y su esposa Barbara. Estudió en  la escuela primaria de Santa Flora y en la Presentation College de San Fernando. Asistió a la Universidad de las Indias Occidentales y a la Hugh Wooding Law School entre 1973 y 1983.

## Carrera
Después de graduarse en la Facultad de derecho de Hugh Wooding en 1983, Carmona trabajó como consejero de estado. En 1989, se convirtió en un Abogado Senior del estado. Desde 1994 a 1999, fue primer asistente y Director Adjunto de la Fiscalía. Entre 2001 y 2004 fue abogado de Apelaciones en la oficina del fiscal en el Tribunal Penal Internacional para la ex Yugoslavia en La Haya  y en el Tribunal Penal Internacional para Ruanda en Arusha.

### Juez del tribunal superior
En el 2004, fue nombrado juez del Tribunal superior de la Corte Suprema de Justicia de  Trinidad y Tobago.

### Corte Penal Internacional
El 12 de diciembre de 2011, fue elegido juez de la Corte Penal Internacional. Ganó el comicio en la primera vuelta de la Asamblea de Estados Partes con 72 de 104 votos y asumió el cargo el 11 de marzo de 2012.

### Nominación
El 3 de febrero de 2013, el primer ministro Kamla Persad-Bissessar anunció que el partido gobernante lanza a Carmona como candidato para sustituir al Presidente saliente George Maxwell Richards.
Al día siguiente, Keith Rowley, líder del partido opositor Movimiento Nacional del Pueblo (PNM por sus siglas en inglés), indicó que su partido apoyaba la candidatura de Carmona.
Sin embargo, tras este anuncio, el PNM cuestionó la elegibilidad de Carmona para servir como Presidente, dado su trabajo fuera del país entre 2001 y 2004 (Para ser elegible y ser elegido Presidente, una persona debe residir "normalmente" en el país durante los diez años antes de la elección). El Fiscal General Anand Ramlogan respondió diciendo que el gobierno consultó con expertos magistrados que expresaron la opinión de que Carmona cumple este requisito.
| Predecesor: George Maxwell Richards | Presidente de Trinidad y Tobago 2013 - 2018 | Sucesor: Paula-Mae Weekes |